# Preromanticisme

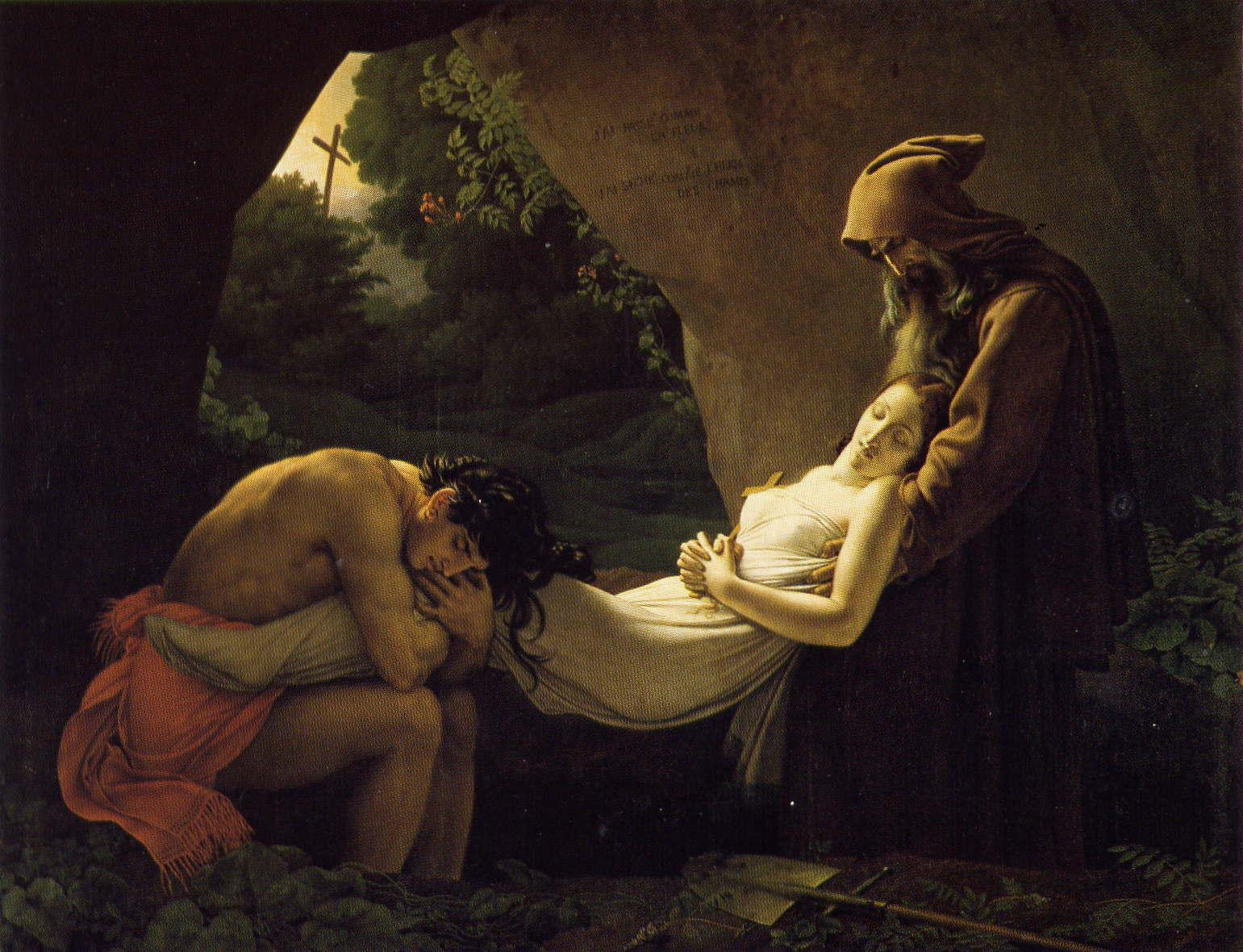
Atala a la tomba, d'Anne-Louis Girodet-Trioson (Museu del Louvre, París)

El preromanticisme va ser un moviment literari que es va desenvolupar a Europa principalment durant l'últim terç del segle xviii. La decadència d'aquest període transcorre durant les últimes dècades del segle, quan es veu substituït pel Romanticisme, en total oposició al Neoclassicisme, principal estètica de la Il·lustració.
Durant el segle xviii triomfen a Europa les idees clàssiques franceses del segle anterior (Neoclassicisme). Però alhora, es va forjant a diversos països una reacció radicalment contrària.
El preromanticisme se separa del noclassicisme per les següents característiques:
- Afirma el predomini del sentiment enfront de la raó. En les seves obres, els escriptors expressen els seus sentiments més tristos i exaltats.
- Rebutgen les regles, encara que alguns escriptors preromàntics les accepten.
- Enfront de la naturalesa arreglada i tranquil·la típica dels escriptors neoclassicistes, els preromàntics i més tard els romàntics prefereixen llocs esotèrics i misteriosos, com a cementiris, escenes nocturnes, tempestes, aparicions fantasmals, etc. N'és un exemple aquest texte de l'enciclopedista francès Denis Diderot, que l'any 1760, va escriure: «Què ha menester el poeta? Una naturalesa bàrbara o conreada, tranquil·la o tempestiva? Preferiria la bellesa d'un dia pur i serè a l'horror d'una nit fosca, on el mugit dels vents es barreja per intervals al murmuri sord i continu del tro llunyà, i on es veu el llampec inflamar els cels sobre el nostre cap? Preferirà un estany a una cataracta que s'infringeix i trenca entre els penyals, estremint al pastor que la sent lluny, pasturant el seu ramat a la muntanya? Quan veurem néixer poetes? Després de grans desastres i grans dissorts, quan els pobles comencin a respirar, i les imaginacions excitades per espectacles terribles, s'atreveixin a pintar coses que ni tan sols podem concebre els que no hem estat testimonis d'elles.»

## A Suïssa: Rousseau

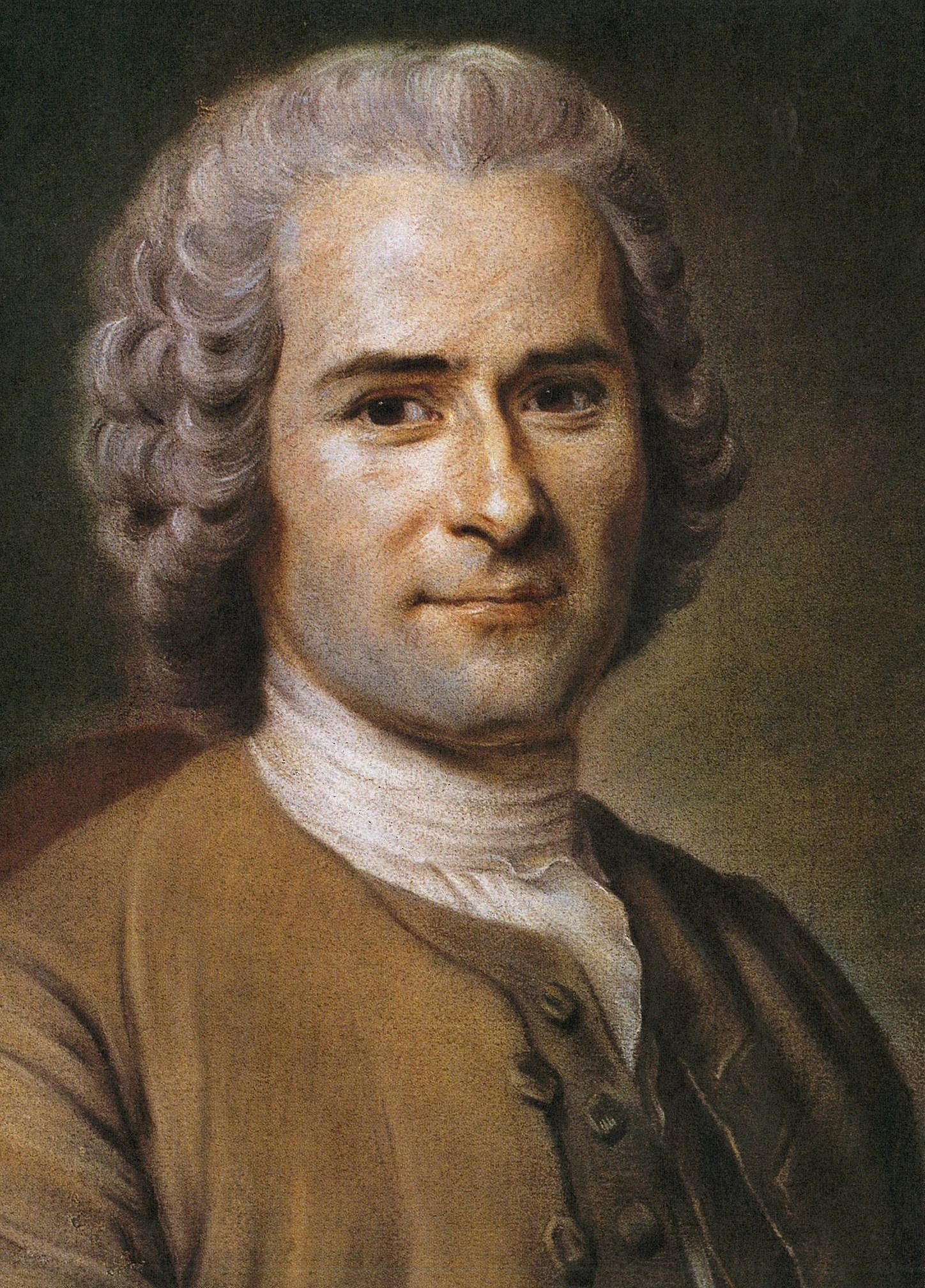
Jean-Jacques Rousseau, per Maurice Quentin de la Tour

Jean-Jacques Rousseau (1712-1778), natural de Ginebra, és un dels primers escriptors prerromàntics i va tenir un gran influx a tot Europa.
Sa mare va morir durant el seu naixement. Son pare va abandonar Ginebra a causa d'una querella i va deixar el seu fill sota la tutela d'un pastor protestant, anomenat Lambercier. El 1728 va ser acollit a la família de la senyora de Warrens, a Annecy, on és batejat i convertit al catolicisme.
Rousseau afirma al seu discurs Sobre l'origen de la desigualtat entre els homes (1775) que la civilització ha envilit a l'home. Pretén que torni a l'estat primitiu, a l'home natural en la seva essència. En la seva novel·la Emil o l'Educació (1762), de caràcter pedagògic i sentimental, exposa com educar l'home en aquest ideal de senzillesa. És deísta i creu en la bondat primitiva de l'home.
En la seva obra La nova Eloísa, novel·la que subtitula Cartes de dos amants que habiten en un vessant al peu dels Alps, es troben tots els aspectes que han de donar lloc al posterior Romanticisme: una exaltada passió amorosa l'acció de la qual transcorre en un paisatge melancòlic.
Altres escriptors suïssos, com el també pintor Johann Heinrich Füssli i per un temps adscrit al Sturm und Drang, són considerats autors del preromanticisme.

## A Gran Bretanya

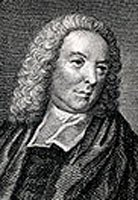
Edward Young

Anglaterra és considerada el bressol del Romanticisme, igual que el Renaixement havia sorgit a Itàlia, el Barroc a Espanya o el Neoclassicisme a França.
Els escriptors més importants d'aquest moviment hi són:
- Allan Ramsay (1686-1758), que va col·leccionar nombroses balades d'amor i de francacheka[Cal aclariment]
 que es convertiran molt ràpid en un arsenal de temes romàntics medievals populars.
- James Thomson (1700-1748), que redescobreix la innocència de la naturalesa salvatge i de la vida rural en llibertat als poetes britànics a través del seu poema Les Estacions.
- James Macpherson (1736-1796), que va publicar Poemes gaèlics, que va atribuir a Ossian, un imaginari poeta cèltic dels segles ii i iii. Hi exalta l'amor i la venjança amb gran lirisme. Més tard, es va descobrir que Macpherson havia inventat tot, encara que el seu influx en tot Europa, i més encara en l'escola romàntica, ja s'havia escampat.
- Horace Walpole (1717-1797), pare de la novel·la gòtica, on conrea els seus gustos eclèctics i evocadors de l'exòtic, que li van portar igualment a construir el primer edifici neogòtic, Strawberry Hill (1748).
- Thomas Chatterton (1752-1770), un jove poeta pobre i genial, va crear un heterònim, el monjo medieval Rowley, un invent, inspirat en MacPherson, que va reeixir a fer creure que era ver. es va suïcidar de molt jove.
- Edward Young (1683-1765), va ser el capellà del rei Jordi II del Regne Unit. Va obtenir un ràpid ascens a la fama amb els seus Pensaments nocturns, obra carregada de meditacions fúnebres. Young és qui introdueix en la poesia romàntica europea el tema de la nit i de la Lluna.
- Thomas Gray (1716-1771), la fama del qual és deguda, principalment, per la seva Elegia en un cementiri del poble (1751), l'obra del qual inicia el to melancòlic que caracteritzarà posteriorment a la poesia romàntica. Tant ell com Edward Young pertanyen al grup dels anomenats poetes de cementiri per conrear aquest tipus de poesia lúgubre.
- William Cowper (1731-1800), preocupat per l'amor a la Naturalesa, als animals i a la vida rural.

Cal citar també als anomenats poetes de cementiri, entre ells el bisbe Thomas Percy. Altres escriptors que anticipen el moviment podrien ser Samuel Richardson i el seu Clarissa, i Laurence Sterne i el seu Viatge Sentimental.

## A França
- Jacques-Henri Bernardin de Saint-Pierre (1737-1814), autor de la cèlebre novel·la Pablo i Virginia, idil·li que transcorre a l'illa de Santa Elena. Hi pot apreciar amb claredat la seva ideologia marcada per Rousseau.
- Louis-Sébastien Mercier (1740-1814), deixeble de Rousseau, que inventa el Costumisme literari francès amb el seu Tableau de Paris, indaga en la ficció científica amb la seva Ucronia L'An 2440 i promou una ruptura amb la tragèdia neoclàssica francesa amb l'assaig Essai sur l'Art Dramatigue. Hi defensa la creació d'un teatre nacional viu i atent a la societat actual, la vida quotidiana i el destinatari de la qual sigui el poble comú.
- Madame de Staël (1766-1817), parisenca de naixement però suïssa d'origen i apassionada de Rousseau, va compondre un estudi fonamental per a la introducció del romanticisme a França, De l'Allemagne (1810), que Napoleó va ordenar buscar i destruir i va provocar el seu exili. Va escriure nombroses novel·les sentimentals i va ser una de les precursores del feminisme; va sobresortir com a crítica literària.
- François-René de Chateaubriand (1768-1848) va reivindicar l'esperit de l'Edat Mitjana i el cristianisme, tan marginats pels filòsofs de la Il·lustració, en la seva apologia El geni del Cristianisme, va compondre novel·les on la naturalesa té un paper important com Atala i René, i va insistir en la subjectivitat i transcendència de l'ego artístic, tema que va elaborar en una llarga i famosa autobiografia, les Memòries d'ultratomba.
- El baró Auguste Creuzé de Lesser (1771-1839) va revitalitzar la narrativa medieval en refondre en un llarg poema èpic culte tot el cicle artúric, l'Amadís de Gaula i el Cantar de Roldán. En altres obres seves evoca el Romancero i el Cantar de Mio Cid.

## A Escandinàvia
El poeta i dramaturg danès Johannes Ewald (1743-1781), alcohòlic, va portar una vida solitària i va produir el seu primer poema preromàntic amb La mort de Bálder (1774), amb el qual es converteix en el primer poeta danès a fer servir temàtiques de la mitologia escandinava. També va escriure Lille Gunver, el primer llibre de cavalleries danès.

## A Itàlia
- Melchiorre Cesarotti (1730-1808) tradueix els Cants d'Ossian de James Macpherson.
- Vittorio Alfieri (1749-1803), "un proto-romàntic", segons el crític Benedetto Croce, representa l'exemple més íntegre de preromanticisme a Itàlia, més en el contingut de les seves obres (rebel·lia, conflicte poder-lliberteu) que en la forma, d'inspiració clàssica.
- Ippolito Pindemonte (1753-1828) vessa la seva malenconia en les seves Poesie i Prose campestri, així com en un intent de poesia sepulcral, I Cimiteri.
- Ugo Foscolo (1778-1827), liberal exiliat a Londres, compon el seu famós poema Dei sepolcri (1807) i la seva novel·la epistolar Ultimi lettere di Jacopo Ortis ("Últimes cartes de Jacob Ortis", 1802-1803) .

## A la literatura en castellà
Al segle xviii, un novator il·lustrat com el pare Benito Jerónimo Feijoo anticipa l'estètica del moviment romàntic a través del seu assaig o discurs El no sé què. El neoclassicisme va ser tardà i va tenir una escassa durada. Quan amb prou feines acabava de triomfar, nous gustos i idees provinents de França i d'Anglaterra van donar lloc al preromanticisme, sostingut per la traducció ampliada de la Poètica d'Hugh Blair per part de José Luis Munárriz (Lliçons sobre la retòrica i les belles arts. Madrid: Ibarra, 1816), segons la qual «la poesia és el llenguatge de la passió». A més, els grans escriptors del segle xviii acusen en els últims anys de la seva vida la crisi del Neoclassicisme i inicien la tendència preromàntica; no obstant això, el Romanticisme ple no va arribar a entrar sense dificultats: s'identificava massa amb l'immobilisme i el tradicionalisme del que fugien els liberals espanyols. Els poetes de la Segona escola de Salamanca (Manuel José Quintana, Cienfuegos, José Cadalso) i a l'escola sevillana (Alberto Rodríguez de Lista y Aragón, Arjona, José María Blanco White i José Marchena) van assimilar les idees clàssiques. Solament podrien considerar-se estrictament preromàntics personatges com José María Blanco White, José Cadalso o Alberto Lista.
- Manuel José Quintana, accentuat liberal, de poètica massa patriòtica i civil, en línia amb el més típic neoclassicisme, s'apropa en alguns moments al preromanticisme en poemes com els dedicats al Mar, al Panteó de l'Escorial o en les seves biografies de grans herois històrics espanyols.
- Nicasio Álvarez Cienfuegos aporta certa consciència social, perquè va creure en una fraternitat i germanor universal de la mateixa manera que Ciceró, així com en la funció de la caritat dins de l'ordre social, intentant renovar l'epítet neoclàssic.
- José Cadalso experimenta fortament l'influx d'Edward Young en les seves Noches Lúgubres i ataca agrament la societat del seu temps.
- Alberto Lista és el primer a expressar sincers sentiments patriòtics sense retòriques i a valorar la importància del sentiment i del pathos sobre la forma del poema, educant a les primeres generacions de romàntics com José d'Espronceda..
- José María Blanco White, un liberal pur, rebutja la tradició clerical espanyola, experimenta dubtes de fe, abandona els hàbits i es converteix en anglicà i després en unitari, escrivint ja poesies romàntiques en anglès (per exemple, el sonet Mysterious Night!, 1827) i en castellà i valorant degudament la literatura medieval, de la qual es mostra ja un crític modern.
- José Marchena és un revolucionari jacobí convençut i després un afrancesat. Tradueix el poema epicuri, materialista i ateu De rerum natura de Lucreci en hendecasíl·labs blancs i diverses obres de pensadors ateus i fa circular texts revolucionaris; en la seva poesia despòtica contra la Inquisició i tracta temes patètics medievals, com el d'Heloïsa i Abelard.

## A Rússia
A Rússia el preromanticisme va ser anomenat sentimentalisme, i el seu autor més característic és Nikolai Karamzín, amb novel·les sentimentals com La pobra Liza.

## A Alemanya
Alemanya, enemiga de França, es rebel·la ràpidament per patriotisme literari contra l'afrancesament neoclassicista. En oposició a l'Aufklärung, que seguia a Alemanya les tendències de la Il·lustració francesa, sorgeix el moviment juvenil del Sturm und Drang («tempesta i ímpetu»), que basen les seves composicions en les pròpies tradicions germàniques i en els cants d'Ossian.
Els stürmer odien les regles classicistes o tota regla que obstaculitzi a l'expressió de les seves passions, i propugnen la tornada a la naturalesa, la llibertat en els sentiments i en l'art, amb afany d'originalitat.
Així mateix, altres autors i autores recopilen la tradició autòctona popular dels contes de fades i reivindiquen els mites germànics, les llegendes i fins i tot l'Edat Mitjana a través de gèneres nous com la novel·la històrica, com per exemple l'escriptora Benedikte Naubert (1756-1819), que va influir de forma notable en Walter Scott.

### Johann Gottfried Herder
Es pot considerar Herder un dels punts de referència del Preromanticisme alemany, si bé conserva alguns trets de la Il·lustració, probablement per influència d'Immanuel Kant. Però per Herder, en contra de la Il·lustració, la literatura no ha de seguir unes pautes o uns models, sinó la inspiració del geni, arrelat en la seva època i el seu entorn cultural. Posa en dubte la vigència de la tragèdia grega com a model de tot teatre, perquè per a ell cada literatura està arrelada en les seves concretes circumstàncies i només es comprèn des d'elles mateixes. Amb això serà un dels precursors del relativisme cultural, encara que segueix mantenint la idea -inspirada per Kant i la Il·lustració - de la unitat profunda de la Humanitat, que es manifesta en la diversitat. Amb l'estima de la diversitat, l'explicació genètica dels fenòmens culturals i la seva estima pel geni aportarà elements decisius al preromanticisme.

### Johann Wolfgang von Goethe

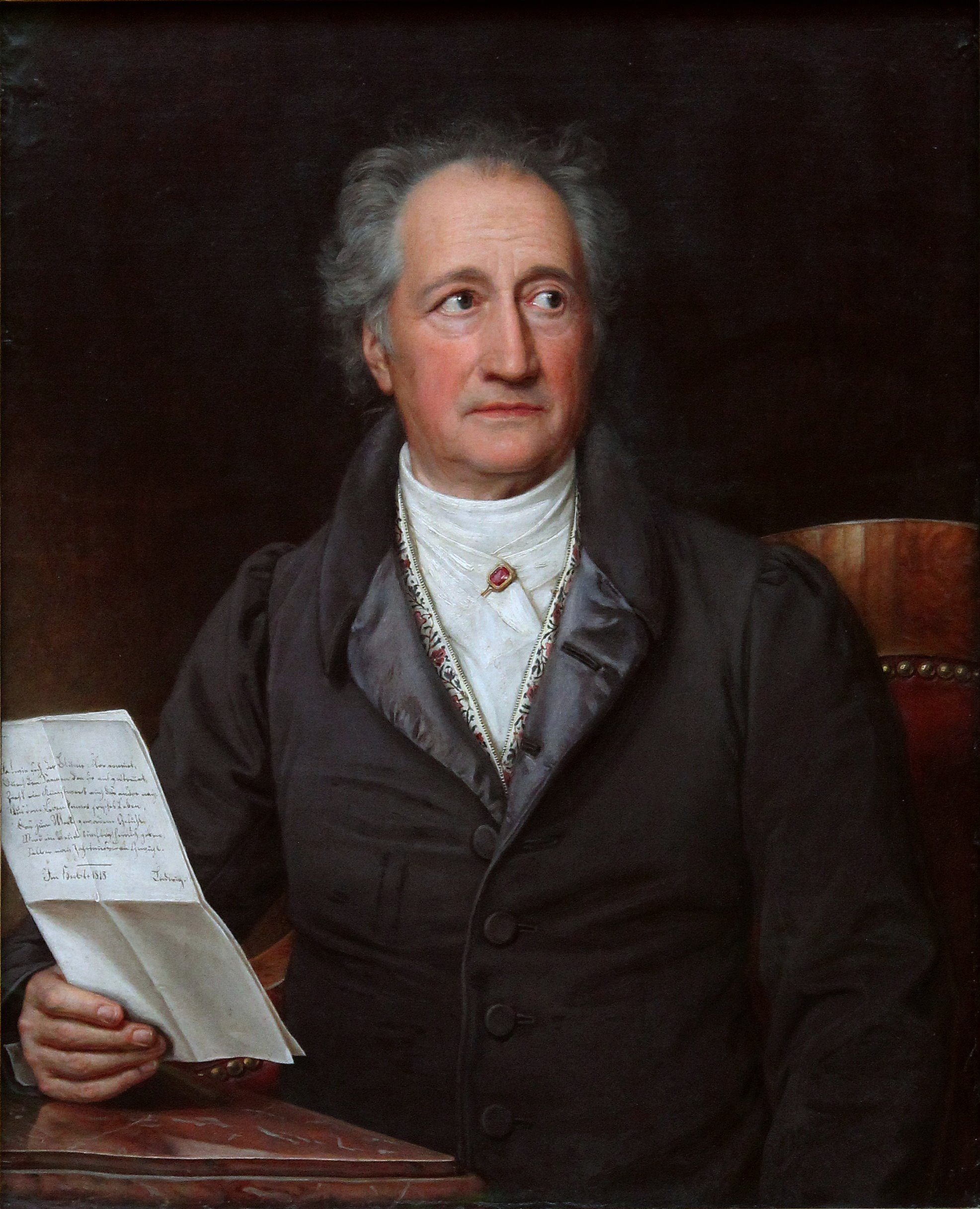
Johann Wolfgang von Goethe.

Goethe (1749-1832) és l'escriptor més important de la Literatura alemanya i un dels més representatius del món.
La seva vida es pot dividir en dues etapes. En la primera, de trets típics preromàntics, escriu els seus drames Goetz de Berlinchingen, Clavijo (1774; el seu personatge principal és l'escriptor espanyol José Clavijo y Fajardo i per assumpte els seus amors amb la germana de l'escriptor francès Beaumarchais), Egmont, el poema Prometeu (1774) i la novel·la Els sofriments del jove Werther (1774), en la seva major part en forma epistolar.
La segona i última etapa de la seva vida, està influïda pels viatges que va realitzar a Itàlia (Roma i Sicília, a aquesta última la va anomenar "l'illa reveladora"). "La bena em cau dels ulls", deia l'escriptor inclinat a un classicisme pur, sense l'adulteració dels neoclassicistes francesos. Com a producte d'aquesta evolució, ens va llegar tragèdies com Ifigenia a Táuride, Torcuato Tasso i Elegies romanes.
Goethe va conrear gran varietat de gèneres literaris (s'interessava per la filosofia i les ciències naturals), en els quals fon la serenitat i claredat pròpia del classicisme i la grandesa i la passió romàntica, moviment que, d'altra banda, va criticar amb duresa. Fruit de la unió d'ambdues tendències són el seu poema Herman i Dorotea, les seves novel·les Guillermo Meister i Les afinitats electives, les seves confessions literàries Poesia i Veritat i, sobretot, el seu poema Faust, de transcendència filosòfica i considerada una de les obres més representatives de la literatura universal. A Faust, recull la llegenda medieval del doctor Faust, que dedicada tota la seva vida a la ciència, pacta amb el diable (Mefistófeles), amb el desig de recuperar la joventut i aconseguir l'amor de Margarita.
Goethe va viure la major part de la seva vida a la cort de Weimar, com a conseller del duc de Saxònia.

### Friedrich Schiller

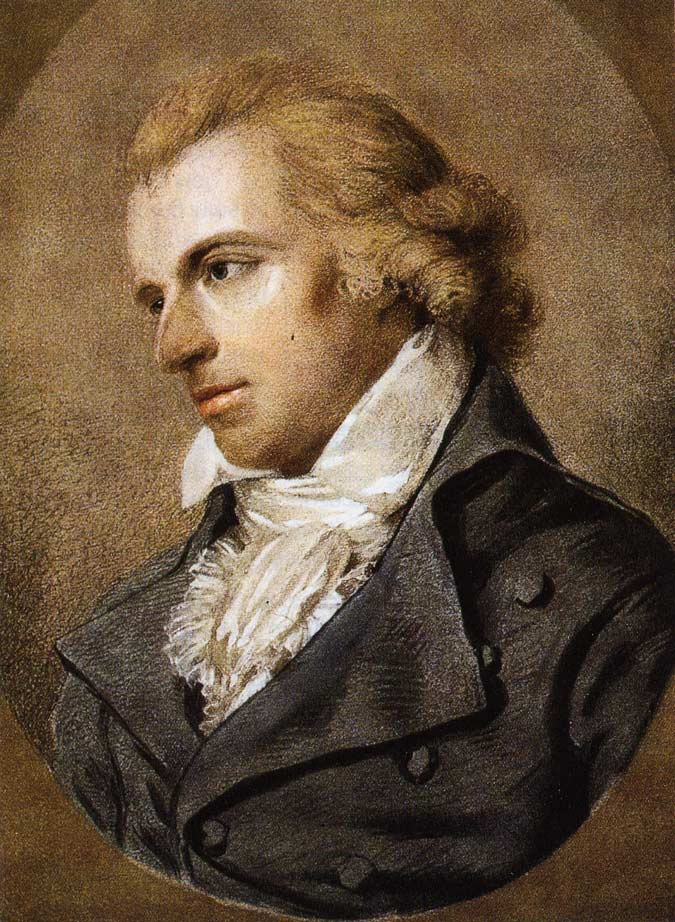
Friedrich Schiller.

Friedrich Schiller (1759-1805) és l'autor dramàtic alemany més significatiu de la seva època. També la seva vida es pot dividir en dues etapes, iniciada la segona després d'entaular amistat amb Goethe (1749), deu anys major que ell, que l'acull a la cort de Weimar, on es quedarà per la resta de la seva vida. L'amistat entre Goethe i Schiller, que van arribar a col·laborar en els Xenia (Col·lecció de sis-cents epigrames, als quals donen un títol de Marcial), va ser molt fecunda i, encara que posseïen diferent temperament, es van beneficiar mútuament. Schiller mor als quaranta-sis anys a conseqüència de la tuberculosi.

#### Primera època
La primera època de Schiller és típicament prerromàntica i encaixa amb les teories del Sturm und Drang. És en aquesta etapa quan escriu obres com Els bandits, escrita als vint-i-dos anys, La conjuración de Fiesco, de temàtica veneciana i Don Felipe, que tracta sobre Felipe II d'Espanya. Són drames juvenils en els quals Schiller es rebel·la contra les lleis i els prejudicis de la societat i defensa ideals de justícia i llibertat.
A les creacions dramàtiques de la seva joventut anteriorment citades, li segueixen una sèrie de treballs sobre estètica, com a Cartes sobre l'educació estètica de l'home, Callias i Sobre la poesia ingènua i la sentimental. Va escriure també els poemes Himne a l'alegria, que va inspirar a Beethoven per a la seva Novena Simfonia; Els déus de Grècia, L'ideal de la vida i altres balades, entre les quals destaca La campana, el seu poema més famós. A més, també va escriure llibres històrics, guiat per la necessitat.

#### Segona època
La trobada amb Goethe estableix un punt d'inflexió en la vida i la producció literària de Schiller. A partir d'aquest moment escriu exclusivament obres dramàtiques, entre les quals es troben les creacions de major calibre de la seva trajectòria.
La trilogia de Wallestein és considerada l'obra més important del teatre alemany. A aquesta la segueixen Maria Estuard, sobre la reina d'Escòcia; La donzella d'Orleans, sobre Joana d'Arc; i finalment Guillermo Tell, sobre l'heroi popular suís.
Schiller no pretén ser fidel a la història o a la llegenda en què es basa, sinó que la sol deformar a la seva conveniència.